# 2021 en France
Chronologie de la France
- 2017
- 2018
- 2019
- 2020
- 2021
- 2022
- 2023
- 2024
- 2025

2019 en Europe - 2020 en Europe - 2021 en Europe - 2022 en Europe - 2023 en Europe
Cette page présente les faits marquants de l'année 2021 en France.

## Événements
La crise sanitaire de la pandémie de Covid-19 débutée en 2020 se poursuit. Les vaccins se développent de plus en plus et ils deviennent disponibles au niveau international.

### Janvier
- 1er janvier : 
  - Fusion des départements du Bas-Rhin et du Haut-Rhin au sein de la Collectivité européenne d'Alsace[1].
  - Fête sauvage réunissant environ 2 500 personnes à Lieuron (Ille-et-Vilaine) au mépris des règles sanitaires[2].
- 2 janvier : 
  - Le couvre-feu débute à 18 h et non plus à 20 h dans 15 départements de l'Est de la France : Hautes-Alpes, Alpes-Maritimes, Ardennes, Doubs, Jura, Marne, Haute-Marne, Meurthe-et-Moselle, Meuse, Moselle, Nièvre, Haute-Saône, Saône-et-Loire, Vosges et Territoire de Belfort[3].
  - Deux soldats français sont tués au Mali[4].
- 4 janvier : Politico révèle l'ingérence du cabinet de conseil américain McKinsey & Company dans la campagne de vaccination contre la Covid-19 en France. Début de l'affaire McKinsey[5].
- 8 janvier : commémoration du 25e anniversaire de la mort de François Mitterrand.
- 10 janvier : huit nouveaux départements passent au couvre-feu à 18 h : les Bouches-du-Rhône, l'Allier, le Cher, la Côte-d’Or, le Bas-Rhin, le Haut-Rhin, le Var et le Vaucluse[6].
- 13 janvier : la première greffe des deux bras et des deux épaules jamais faite est effectuée par quatre équipes médicales, mobilisant cinquante personnes dont douze chirurgiens, à l'Hôpital Édouard-Herriot sur un patient islandais, Felix Gretarsson, à Lyon en France[7],[8].
- Nuit du 14 au 15 janvier : mort de trois marins-pêcheurs dans un naufrage de leur bateau au large du Calvados[9].
- 14-15 janvier : épisode neigeux remarquable en Alsace et près des frontières allemande et luxembourgeoise, jusqu'à 30 cm de neige en plaine[réf. souhaitée].
- 15 janvier : le ministre de l'économie Bruno Le Maire s'oppose au rachat du groupe Carrefour par le canadien Couche-Tard[10].
- 16 janvier : le couvre-feu à 18 heures est étendu à tout le territoire métropolitain.
- Nuit du 27 au 28 janvier : arrivée du Vendée Globe 2020-2021 remporté par Yannick Bestaven.
- 28 janvier : double meurtre en Drôme et en Ardèche. Le meurtrier est soupçonné aussi d'un autre meurtre dans le Haut-Rhin[11].
- 29 janvier : le gouvernement renonce provisoirement à un troisième confinement et privilégie un couvre-feu renforcé avec de nouvelles mesures de restriction avec la fermeture des frontières aux pays hors Union européenne, l'imposition de tests PCR négatifs aux voyageurs de l'Union européenne (à l’exception des travailleurs transfrontaliers) et la fermeture des centres commerciaux non alimentaires de plus de 20 000 m2[12].

### Février
- Début février : après de nombreuses semaines très pluvieuses, les crues se multiplient le long des cours d'eau dans de nombreuses régions[13].
- 1er février : lancement du Beauvau de la sécurité à Paris.
- 3 février : le tribunal administratif de Paris condamne l'État pour inaction contre le réchauffement climatique[14].
- 5 février  : un professeur victime de menaces à Trappes est placé sous protection[15].
- 11 février : abandon d'un projet de nouveau terminal à l'aéroport Charles de Gaulle[16].
- 12 février :
  - Victoires de la musique à la Seine musicale : Benjamin Biolay et Pomme sont lauréats.
  - 300 cas de variants sud-africains du covid-19 sont découverts en Moselle[17].
- 22 février :
  - Le préfet des Alpes-Maritimes annonce de nouvelles restrictions dans son département dont un confinement partiel le week-end dans la zone côtière, le port du masque généralisé et une fermeture des magasins non essentiels de plus de 5 000 m2[18].
  - Le groupe Daft Punk annonce sa séparation dans une vidéo.
- 24 février : 
  - Victoires de la musique classique à l'Auditorium de Lyon[19].
  - Le ministre de la Santé Olivier Véran annonce pour l'agglomération de Dunkerque les mêmes mesures de confinement le week end que pour le littoral des Alpes-Maritimes[20].
- 27 février : Agression à Reims d'un journaliste de l'Union[21].

### Mars
- 1er mars : l'ancien président Nicolas Sarkozy est condamné à trois ans de prison pour corruption, après avoir été reconnu coupable d'avoir tenté d'offrir un emploi à un magistrat en échange d'informations sur une enquête pénale sur son parti politique[22].
- 2 mars : l'Allemagne exige un test PCR pour les habitants de Moselle se rendant sur son territoire[23].
- 3 mars : dissolution de Génération identitaire, mouvement politique classé à l'extrême droite.
- 6 mars : le Pas-de-Calais est reconfiné pour plusieurs week-ends[24].
- 10 mars : Incendie du centre de données d'OVHcloud à Strasbourg[25].
- 12 mars : 46e cérémonie des César à Paris.
- 20 mars : le couvre-feu passe de 18h à 19h, mais 16 départements (ceux des Hauts-de-France et d'Île-de-France, les Alpes-Maritimes, l'Eure et la Seine-Maritime) sont reconfinés[26].
- 27 mars : trois départements (l'Aube, la Nièvre et le Rhône) sont ajoutés aux 16 reconfinés le 20 mars.

### Avril
- 3 avril : le confinement est étendu à tout le territoire métropolitain.
- Du 6 au 8 avril : quelques jours après une douceur record, de fortes gelées tardives font de gros dégâts dans les vignobles et les vergers dans de nombreuses régions[27].
- 23 avril : une attaque au couteau à Rambouillet fait 1 mort.

### Mai
- 5 mai : bicentenaire de la mort de Napoléon Ier.
- 19 mai : les commerces, terrasses de bars et restaurants ainsi que les lieux culturels, dont les cinémas et les musées, peuvent rouvrir ; le couvre-feu est repoussé à 21 h[28].
- 30 mai : élections législatives partielles dans quatre circonscriptions, seconds tours le 6 juin.
- 30 mai au 6 juin : 73e édition du Critérium du Dauphiné.
- 30 mai au 13 juin : 120e édition des Internationaux de France de tennis à Roland Garros dans l'ouest de Paris.
- 31 mai: La vaccination contre la covid-19 est ouverte pour toutes les personnes majeures sans conditions.

### Juin
- 2 juin : panne massive des numéros d'appel d'urgence en lien avec des dysfonctionnements chez Orange, plusieurs décès suspectés[29].
- 5 juin : ouverture au public du musée Champollion à Vif (Isère).
- 8 juin : le président de la République Emmanuel Macron est giflé par un manifestant lors d'un déplacement dans la Drôme[30] ; identifié comme Arthur C, il admet en garde à vue des convictions d'ultradroite, et des armes à feu et blanches ainsi qu'un exemplaire de Mein Kampf sont retrouvées chez lui[31] ; l'événement est vu comme important par les commentateurs politiques car selon eux il cristallise l'agressivité de la campagne électorale de ces départementales et de ces régionales beaucoup plus forte que durant les campagnes des précédentes, et laisse craindre encore plus de tensions et de radicalité à l'approche de l'élection présidentielle[32].
- 9 juin : les cafés et restaurants peuvent rouvrir en intérieur ; le couvre-feu passe à 23 h[28].
- 15 juin : 
  - La vaccination contre la covid-19 est ouverte à toutes les personnes de plus de 12 ans sans conditions[33].
- 20 et 27 juin : élections départementales et régionales[34] marquées par une très forte abstention, supérieure à 65% dans les deux tours au niveau national :
  - Pour ce qui concerne les régionales, elles sont marquées par une "prime aux sortants" en Métropole : les régions gérées par la droite (pas systématiquement Les Républicains), le Parti socialiste ou les régionalistes corses le restent, ce qui ne provoque pas de changement à ce niveau par rapport à 2015 ; elles sont également marquées par un recul du Rassemblement national en comparaison de 2015 (alors Front National) et une absence d'implantation au niveau régional de LREM, ainsi qu'une certaine progression des écologistes. En Outre-Mer, les élections sont marquées par le passage à gauche de La Réunion, de la Martinique et de la Guyane, ainsi que par la seule prise d'une région par LREM à savoir la Guadeloupe.
- 20 juin : fin du couvre-feu.
- 26 juin : départ du Tour de France 2021 de Brest.
- 29 juin : la procréation médicalement assistée pour les femmes seules et lesbiennes est officiellement adoptée[35].
- 30 juin : levée des restrictions nocturnes (sauf dans les Landes), sauf pour les discothèques qui restent fermées, et des jauges[28]

### Juillet
- 2 juillet : Mort à Paris de Naïm Kattan, écrivain québécois d'origine juive irakienne.
- 6 au 17 juillet : Festival de Cannes 2021
- 9 juillet : après les élections régionales, la présidente socialiste d'Occitanie, Carole Delga, qui est le président de région le plus largement réélu, est élue présidente de l'association des Régions de France, devenant la première femme à occuper ce poste.
- 12 juillet : le président Emmanuel Macron annonce l'extension du passe sanitaire dans les lieux de loisirs, musées et cinémas de plus de 50 personnes à partir du 21 juillet.
- 16 juillet : la Cour de justice de la République met en examen Éric Dupond-Moretti sans pour autant qu'il ne fasse l'objet d'un contrôle judiciaire, pour prise illégale d'intérêts liée à une enquête sur ses activités d'avocat pénaliste avant qu'il ne devienne Garde des Sceaux, et avec laquelle il aurait tenté d'interférer après sa prise de fonction ; il s'agit de la première fois qu'un Ministre de la Justice en fonction est mis en examen en France[36].
- 17 juillet : le film Titane, réalisé par Julia Ducournau, remporte la Palme d'or lors de la 74e édition du Festival de Cannes.
- 18 juillet : 
  - première vente et première utilisation en-dehors d'un essai clinique d'un cœur artificiel Aeson (mis-au-point et vendu par la société française Carmat), implanté le jour-même avec succès par l’équipe du Dr Ciro Maiello au centre hospitalier de Naples, sur un patient italien[37].
  - Arrivée de la 21e et dernière étape du Tour de France sur l'avenue des Champs Elysées à Paris. Le Slovène Tadej Pogačar remporte pour la deuxième fois la grande boucle.
- 31 juillet : Réouverture de la ligne SNCF Nantes-Bordeaux (intercités) qui accueille ses premiers passagers après plus d'un an et demi de fermeture[38] et quatre de travaux[39].

### Août
- 1er août : première victoire en F1 du pilote français Esteban Ocon au Grand Prix de Hongrie.
- 5 août : la loi relative à la gestion de la crise sanitaire est promulguée.
- 15 au 27 août : l'armée française mène l'opération Apagan pour l'évacuation de l'Afghanistan.
- 16 au 26 août : des feux de forêt dans le Var font deux morts.

### Septembre
- 8 septembre : ouverture du Procès des attentats du 13 novembre 2015[40].
- 9 septembre : à Paris, hommage national à l'acteur Jean-Paul Belmondo, mort le 6 septembre[41].
- 12 septembre : Anne Hidalgo choisit la ville de Rouen (Seine-Maritime) pour déclarer sa candidature à la course à l'Élysée.
- 14 septembre : à Roubaix, clôture du Beauvau de la sécurité par le président Macron[42].
- 17 septembre : la France rappelle ses ambassadeurs en Australie et aux États-Unis après l'annulation du contrat de sous-marins pour la marine australienne.
- 26 septembre : élections sénatoriales pour les Français établis hors de France.
- 27 septembre : Signature du partenariat stratégique franco-héllenique

### Octobre
- 3 octobre : 118e édition de Paris-Roubaix.
- 15 octobre : hommage national à Hubert Germain, dernier compagnon de la Libération, mort le 12 octobre.
- 18 octobre : lancement des États généraux de la Justice.

### Novembre
- 9 au 13 novembre : visite protocolaire à Paris de Kamala Harris, vice-présidente des États-Unis, destinée à apaiser les récentes tensions entre les deux pays[43].
- 11 au 13 novembre : réunion du troisième Forum de Paris sur la paix à la Grande halle de la Villette.
- 17 novembre :
  - David Lisnard est élu président de l'Association des maires de France ;
  - début d'une révolte dans les Antilles françaises (Guadeloupe et Martinique).
- 20 novembre : 23e édition des NRJ Music Awards au Palais des festivals de Cannes.
- 26 novembre : le traité du Quirinal avec l'Italie est signé à Rome.
- 30 novembre : entrée au Panthéon de la chanteuse, danseuse, actrice, meneuse de revue et résistante Joséphine Baker (annoncée le 22 août par le président Emmanuel Macron).

### Décembre
- 8 décembre : démission d'Alain Griset, ministre délégué aux Petites et Moyennes Entreprises.
- 11 décembre : 92e élection de Miss France en Normandie au Zénith de Caen.
- 12 décembre : référendum sur l'indépendance de la Nouvelle-Calédonie, l'indépendance est rejetée.

#### L'année sportive 2021 en France
- Championnat de France de football 2020-2021
- Championnat de France de football 2021-2022
- Coupe de France de football 2020-2021
- Championnat de France de rugby à XV 2020-2021
- Championnat de France de rugby à XV 2021-2022
- Championnat de France de basket-ball 2020-2021
- Championnat de France de basket-ball 2021-2022
- Championnats de France d'athlétisme 2021
- Championnats de France d'athlétisme en salle 2021
- Championnats de France de natation 2021
- Championnats de France de cyclisme sur route 2021
- Tour de France 2021
- Paris-Nice 2021
- 24 Heures du Mans 2021
- Grand Prix automobile de France 2021
- Tour de Corse 2021
- Grand Prix moto de France 2021
- Internationaux de France de tennis 2021
- Tournoi de tennis de Paris-Bercy (ATP 2021)

#### L'année 2021 dans le reste du monde
- L'année 2021 dans le monde
- 2021 par pays en Amérique, 2021 au Canada, 2021 aux États-Unis
- 2021 en Europe, 2021 dans l'Union européenne, 2021 en Belgique, 2021 en Italie, 2021 en Suisse
- 2021 en Afrique • 2021 par pays en Asie • 2021 en Océanie
- 2021 aux Nations unies
- Décès en 2021